# Церковь Святого Мартина (Гронинген)
Церковь Святого Мартина — наиболее известная и почитаемая церковь нидерландского города Гронинген, перед которой расположена центральная площадь города.
Церковь посвящена святому Мартину Турскому (316—397) — патрону епископата в Утрехте, которому долгое время принадлежал Гронинген. Согласно преданию, Мартин однажды отдал нищему половину своего плаща. По другой версии он был рыцарем, использовавшим свой меч для разделения плаща на две части. Днём святого Мартина считается 11 ноября.

## История церкви
Первая каменная церковь на этом месте упоминается около 1000 года. Она была сложена из туфа.

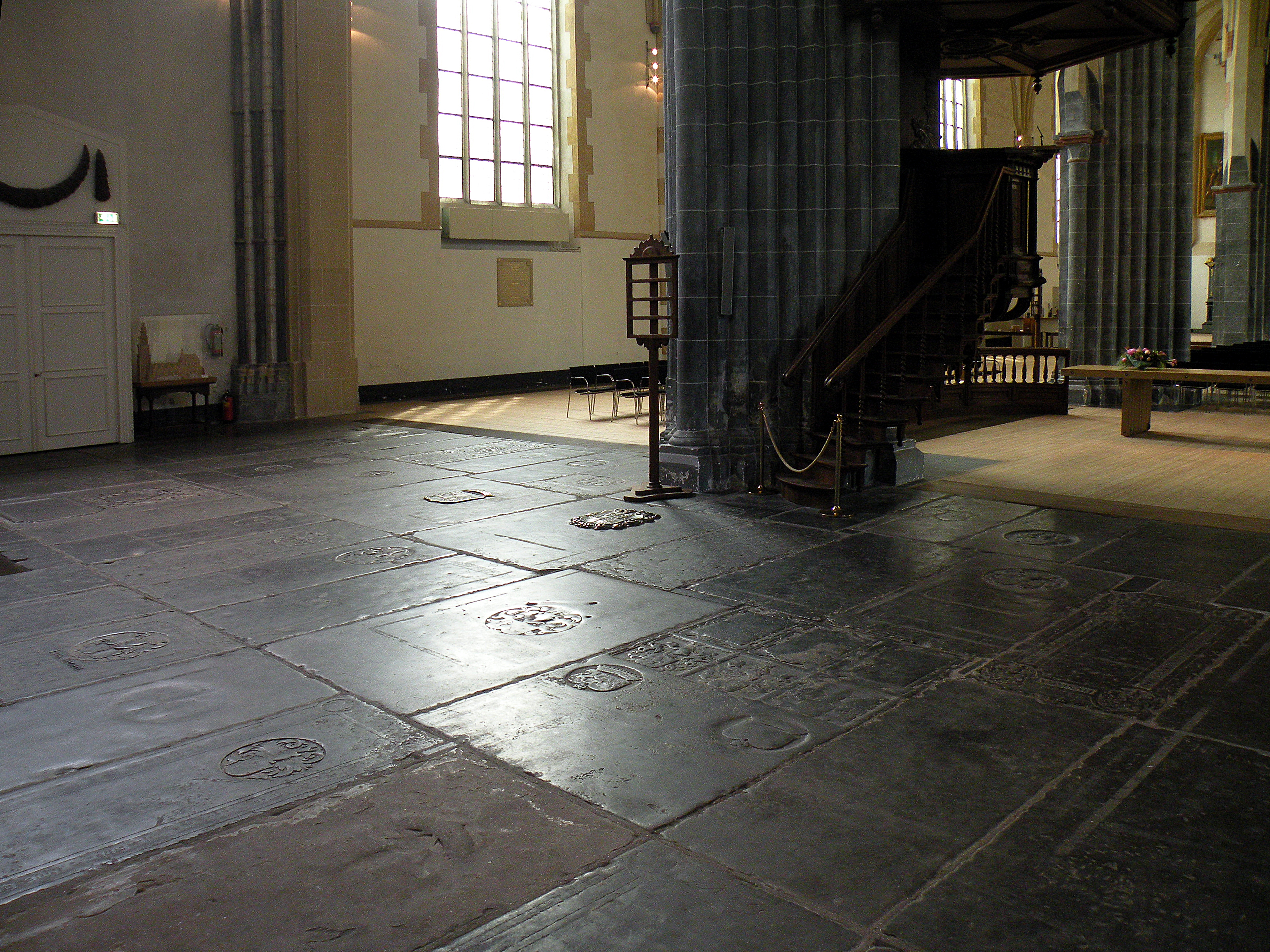
Плиты пола

К началу XII века на этом месте уже существовала большая церковь в романо-готическом стиле. Она представляла собой трёхнефную постройку в форме латинского креста с тремя апсидами, сопряженными с низкими нефами и высоким хором. Следы этих пристроек видны и сейчас на северной и южной стенах.
Вначале башня церкви стояла отдельно от здания церкви, но в 1468 году при проведении строительных работ она рухнула и между 1470 и 1550 годами была восстановлена. Затем, после расширения здания церкви, башня вновь оказалась соединённой с ней.
В 1627 году после надстройки башни деревом, её высота стала равной 97 м. Благоприятная экономическая ситуация и прогресс строительной техники позволили в дальнейшем прорезать высокие окна, давшие больше света и придать зданию вид готической постройки. Увеличение высоты хора превратила здание в церковь с равновысокими нефами (нидерл. hallenkerk).

### Хор

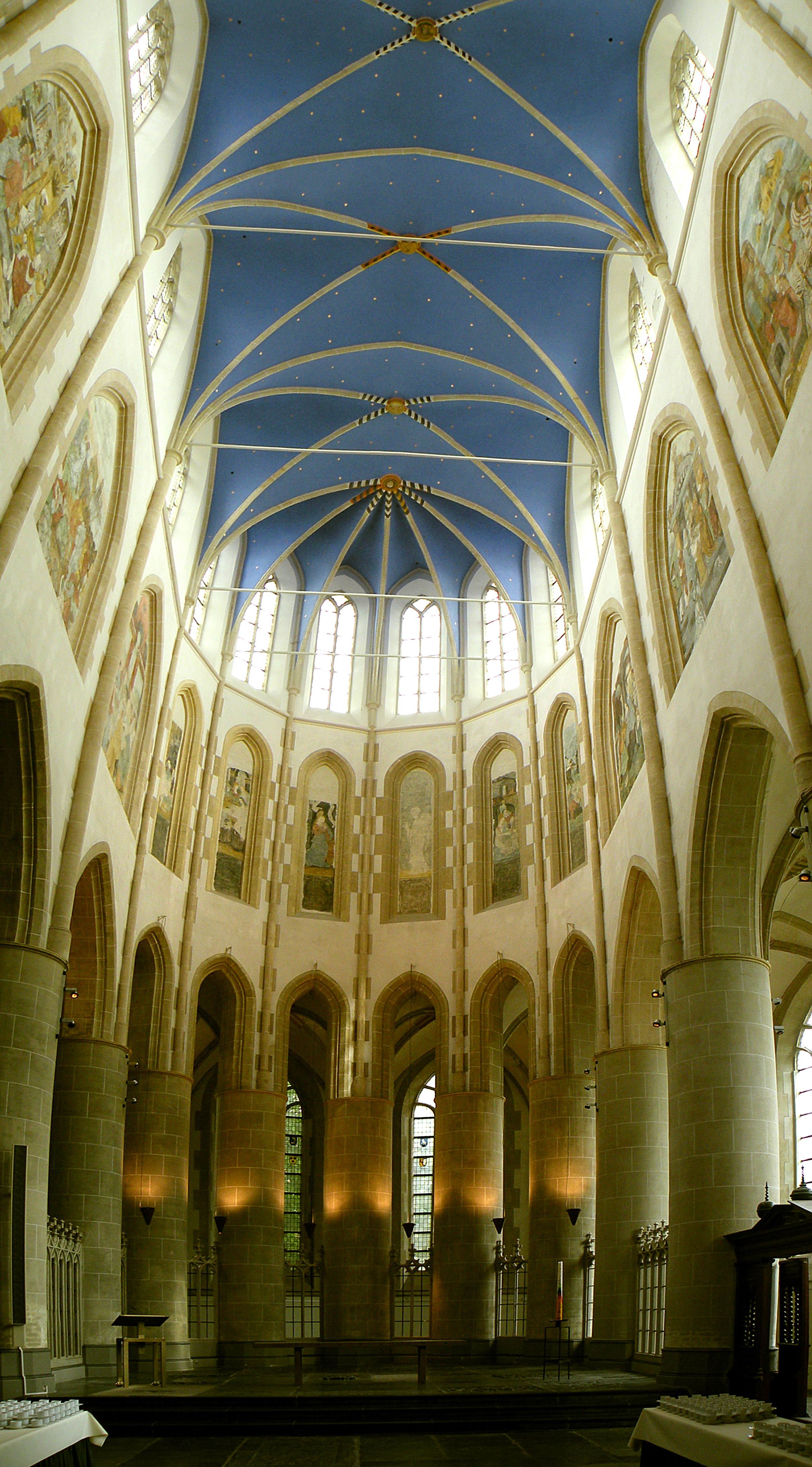
Интерьер хора

Во время реставрационных работ хор и центральный неф были реставрированы с учётом их вида в 1460 году. Более поздние изменения были устранены и восстановлены элементы романо-готического стиля.
На стенах разместился цикл изображений, написанных неизвестным мастером в 1545 году и посвящённые жизни Христа. Фрески выполнены с использованием записи по сухому слою.

### Орган

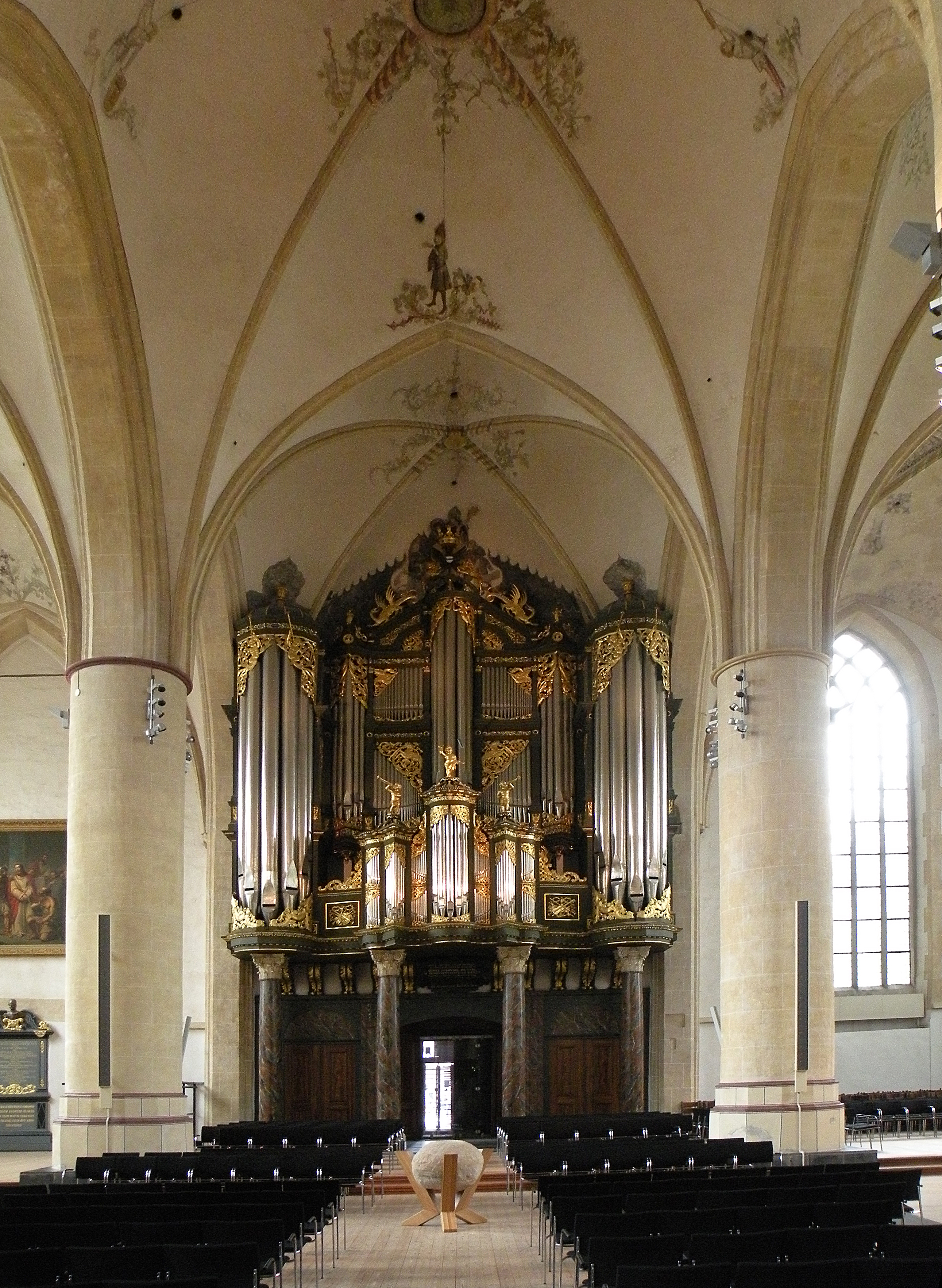
Орган Арпа Шнитгера

Первый орган в церкви был установлен в 1480 году при участии и консультациях гуманиста Рудольфа Агриколы.
Окончательный вид орган приобрёл в XVIII веке после его увеличения трудами Арпа Шнитгера, его сына Франца Каспара и Альбертуса Хинстца.
В 1984 году орган был возвращён к виду 1740 года. Сейчас он имеет 53 регистра и образован 3500 трубами. Он относится к числу крупнейших северно-европейских органов.

### Современное использование
В настоящее время помещение церкви используется не только для церковной воскресной службы, но и как зал различных торжественных мероприятий общественной значимости